# Distrito electoral de Elwood 7-23
Elwood 7-23 (en inglés: Elwood 7-23 Precinct) es un distrito electoral ubicado en el condado de Gosper en el estado estadounidense de Nebraska. En el Censo de 2010 tenía una población de 78 habitantes y una densidad poblacional de 0,84 personas por km².

## Geografía
Elwood 7-23 se encuentra ubicado en las coordenadas 40°34′16″N 99°55′52″O / 40.57111, -99.93111. Según la Oficina del Censo de los Estados Unidos, Elwood 7-23 tiene una superficie total de 92.35 km², de la cual 92.34 km² corresponden a tierra firme y (0.01%) 0.01 km² es agua.

## Demografía
Según el censo de 2010, había 78 personas residiendo en Elwood 7-23. La densidad de población era de 0,84 hab./km². De los 78 habitantes, Elwood 7-23 estaba compuesto por el 97.44% blancos y el 2.56% eran asiáticos.